# Festa nazionale della Serbia
La Festa nazionale della Serbia (in serbo Дан државности?, Dan državnosti) è la ricorrenza nazionale della Repubblica di Serbia.

## Storia
Denominata anche Giornata di Stato, si celebra il 15 febbraio di ogni anno e commemora l'inizio della Prima rivolta serba del 1804 contro la dominazione ottomana, in cui si distinse la figura di Karađorđe Petrović, capo della Rivolta serba contro i Turchi.
Karađorđe Petrović guidò la prima vera grande rivolta che inflisse alcune sconfitte agli ottomani, seppur non decisive. Nel 1808 Karađorđe si proclamò Gran Vožd di Serbia e continuò la lotta fino al 1813 quando fu costretto a fuggire in seguito ad una nuova avanzata degli Ottomani. 
Nel 1815 si assistette ad una Seconda rivolta serba di cui fu nominato capo Miloš Obrenović e le sue truppe riuscirono così a sconfiggere l'armata turca.
La Rivoluzione portò al riconoscimento della Serbia dall'impero ottomano (formalmente nel 1817, de jure 1830).
Venne poi adottata così la prima Costituzione del Principato di Serbia, nota anche col nome di Sretenjski ustav, dal 1835.
La Giornata Nazionale di Stato viene celebrata come festività pubblica per due giorni, ogni 15 e 16 febbraio.